# Guns – Der Preis der Gewalt
Guns – Der Preis der Gewalt ist ein als zweiteilige Miniserie angelegtes kanadisches Kriminaldrama, das 2008 auf CBC Television ausgestrahlt wurde. Es thematisiert die Problematik des illegalen Waffenschmuggels an der Grenze zwischen Kanada und den Vereinigten Staaten sowie die daraus resultierende Waffengewalt in Kanada.
Die deutschsprachige Erstausstrahlung fand am 24. April 2009 auf RTL II statt.
Die kanadische Originalfassung hat eine Spielzeit von 240 Minuten, die DVD-Fassung kommt auf 172 Minuten, während die deutschsprachige Spielfilmfassung eine Spielzeit von 150 Minuten aufweist.

## Handlung
In Toronto kommt es zu einer Schießerei auf offener Straße, bei der die sechsjährige Jessica Farrell tödlich getroffen wird. Die beiden Polizisten Rick Merriweather und Ford Saunders werden Augenzeugen dieses Vorfalls und führen die Ermittlungen zur Aufklärung des Falls und Ergreifung des Täters. Als sich Kelly Farrell, die Mutter des Opfers, an die Presse wendet, wächst der Druck, unter dem die Mordkommission und die Beamten des Waffendezernats arbeiten müssen. Um an die Hintermänner zu gelangen, die für die Einfuhr illegaler Waffen nach Kanada verantwortlich sind, lassen sie sich von einem Verdächtigen in den Ring des Waffenhändlers Paul Duguid einschleusen.
Dessen Sohn Bobby genießt das Leben und vernachlässigt darüber des Häufigeren die Pflichten, die ihm sein Vater auferlegt hat. Daher ist er umso gewillter die nächste Waffenlieferung, die er eingefädelt hat, erfolgreich abzuwickeln. Unglücklicherweise fehlt ihm ein Fahrer, der die Waffen über die Grenze schaffen soll. Seine Freundin Francis bietet ihm an, die Fahrt zu übernehmen. Bobby ist von diesem Angebot zwar nicht begeistert, aufgrund des von seinem Vater ausgeübten Drucks willigt er jedoch ein. Den Ermittlern ist es derweil gelungen einen Peilsender an Francis Fahrzeug anzubringen.
Auf diese Weise folgen sie ihr auf eine Waffenmesse in die Vereinigten Staaten, wo sie während ihrer Observation feststellen, dass Francis unbehelligte Messebesucher anheuert, um ihr bestimmte Waffen zu kaufen. Auf diesem Wege fällt es nicht auf, dass sie eine große Menge Waffen zusammenträgt. Da ihr Fahrzeug vor Antritt der Rückfahrt jedoch einen Motorschaden hat, tauscht sie es bei einem Autohändler gegen einen Ersatzwagen und wird auf ihrer Rückfahrt nicht mehr von der polizeilichen Funkpeilung erfasst.
Derweil bricht Bobby mit einigen Komplizen nach einem Tipp seines Vaters in das Haus des Waffensammlers Sinclair Patterson ein, der an diesem Abend mit Paul Duguid gemeinsame eine Party besuchen wollte, sich jedoch anders entscheidet und den Abend zu Hause verbringt. Überrascht von den Pattersons löst sich ein Schuss, der zum Tode des Hausherrn führt. Paul Duguid entschließt sich dazu, sämtliche Zeugen des tödlichen Vorfalls beseitigen zu lassen. Durch seine politischen Kontakte erfährt er darüber hinaus, dass Francis überwacht wird.
Die Ermittler enttarnen einen bestechlichen Grenzbeamten, dem eine Liste von sieben Kennzeichen vorliegt, die er unkontrolliert passieren lassen soll. Zwar hat Francis ihr Fahrzeug getauscht, jedoch fährt sie in einer Gruppe von Fahrzeugen, von denen drei weitere mit Sendern ausgestattet wurden. Nachdem Francis den Grenzposten bereits unbehelligt passiert hat, vernehmen die Ermittler den Grenzbeamten und erfahren, dass sie in einem roten Honda mit Kennzeichen von Ohio unterwegs ist. Daraufhin nehmen sie die Verfolgung auf, stellen sie, finden die in ihrem Fahrzeug versteckten Waffen und nehmen sie fest.
Aus dem Gefängnis kontaktiert sie Bobby, der ihr daraufhin verspricht, dass sein Vater ihr einen der besten Anwälte stellen wird. Dieser schafft es, dass die Kaution für Francis auf 150.000 $ festgesetzt wird, woraufhin sie das Gefängnis verlassen kann, jedoch von den Ermittlern in Polizeischutz genommen wird, da diese befürchten, es könnte auch auf sie ein Attentat verübt werden, um sie als Zeugin zum Schweigen zu bringen. Für Bobby wird die Kaution auf 1.000.000 $ festgesetzt, da Fluchtgefahr besteht. Sein Vater hinterlegt auch diesen Betrag.
Paul Duguid gelingt es dennoch einen Killer auf Francis anzusetzen, der sie tötet.
Paul und Bobby Duguid kann keiner der verübten Morde nachgewiesen werden. Allerdings können die Ermittler bei einer zypriotischen Bank eine Überweisung aus Uganda zurückverfolgen, die Paul Duguid mit illegalen Waffengeschäften in Verbindung bringt. Er hat gültige Endabnehmerzertifikate der Armee von Honduras vorliegen, allerdings für Waffen, die letztlich nach Uganda verkauft wurden. Ein Minister von Honduras bestätigt, niemals Waffen von Duguid erhalten zu haben. Auf einer Party wird Paul Duguid für diesen internationalen Waffenschmuggel verhaftet.
Paul wird von seinem Sohn Bobby im Gefängnis besucht, der ihm klar zu verstehen gibt, dass er ihn aus Rache für den Auftragsmord an seiner Freundin nicht per Kaution aus dem Gefängnis holen wird.

## Kritik
Die Redaktion von Cinema urteilt: „Der Thriller ist ein Feldzug gegen Waffennarren“. Die Miniserie sei „kompakt und knackig“.